# Christoph Willibald Gluck
Christoph Willibald Gluck (født 2. juli 1714 i Weidenwang (Erasbach) ved Berching i Oberpfalz, død 15. november 1787 i Wien) var en tysk komponist. Gluck debuterede som operakomponist i Italien, hvor han var blevet skolet af Giovanni Battista Sammartini. Derefter rejste han rundt i Europa som dirigent i en operatrup og kom bl.a. til København, senere især Wien, hvor han var kapelmester, og Paris, hvor hans musikalske stil gav anledning til en strid mellem tilhængere og modstandere.
I 1754 blev Gluck operakapelmester i Wien. Bortset fra bearbejdelse af og komposition af airs nouveaux eller hel ny musik til en række franske syngespil samt lidt balletmusik skrev Gluck kun lidt i disse år, men det var her, at han udviklede den nye musikalske stil, der betegnede et væsentligt brud både med den hidtidige italienske opera og med hans egen musikalske fortid.
I 1773 drog Gluck til Paris, og det var her, at hans nye musikalske stil for alvor vakte opsigt og gav anledning til en opdeling af publikum i to lejre: de der støttede denne fornyelse, og de der var imod denne. Gluck fejrede både triumfer og led nederlag her. Da operaen Echo et Narcisse blev et nederlag, forlod Gluck atter Paris og vendte tilbage til Wien i 1780. Her levede han til sin død.
Gluck skrev over 100 operaer.

## Liv og gerning

### Tidlige år
Gluck var søn af en skovrider blandt andet hos fyrst Lobkowitz i Leipa i det nordlige Böhmen, og der voksede han op og levede her et friluftsliv, i hvilket dog allerede tidlig musikken (violin- og navnlig cellospil) fik plads. I årene 1726–32 besøgte han jesuitskolen i Komotau, hvorefter han i 20 års-alderen kom till Prag, hvor blandt andet den dygtige kontrapunktist Bohuslav Matěj Černohorský tog sig af hans musikalske opdragelse. Her ernærede han sig ved at spille i danseboder, fortsatte musikstudierne, og kom derfra til Wien, hvor han blev modtaget med velvilje og interesse i de kunstelskende adelskredse. I Wien var den italienske opera enerådende, og den indflydelse, den fik på den unge Gluck, styrkedes yderligere, da han snart efter kom til selve Italien i den lombardiske fyrst Melzis tjeneste og fik Giovanni Battista Sammartini til lærer. Om Glucks studier hos denne såvel som om hans tidligste operaer vides meget lidt. Utvivlsomt har disse operaer dog været skrevne i den traditionelle italienske stil, der lagde vægten på den vokale bravour, mens den forsømte det dramatiske og bekymrede sig lidet om tekstens værd og krav. Glucks første opera var "Artaserse" fra 1741 med tekst af Pietro Metastasio, der gjorde så megen lykke, at forskellige andre italienske byer fandt sig foranledigede til i de følgende år at bestille en række operaer hos Gluck.

### Vandreår
Som renommeret italiensk komponist modtog Gluck i 1745 en opfordring til at besøge London og arbejdede ved Haymarket Theatre. Forsøget med operaopførelser der mislykkedes ganske vist, men rejsen fik for Gluck betydning derved, at han i Paris stiftede bekendtskab med den nationale franske opera (Jean-Baptiste Lully og Jean-Philippe Rameau), der ganske anderledes end den italienske havde bevaret den musikdramatiske idé — og i London lærte Händels musik at kende. Allerede året efter engagerede han sig ved det Mingottiske Operaselskab og rejste med dette i tre år som kapelmester og besøgte blandt andet Dresden, Hamburg, Prag og København. De vigtigste arbejder fra disse "vandreår", i hvilke i øvrigt også Glucks ægteskab med Marianna Pergin falder, er "Telemacco" fra 1750 og "Clemenza di Tito" fra 1752.

### Ophold i København
Det var således i egenskab af dirigent ved det Mingottiske Operaselskab, at han i 1749 kom til København, hvor han komponerede en serenata "Tetide eller Gudernes Strid", der blev opført i anledning af Christian VIIs fødsel på Charlottenborg.
I årene 1748–1749 var Gluck kapelmester for kong Frederik V.s operatrup i København. Det vides ikke, om han selv skrev operaer til truppen, men ved kronprinsens (Christian VIIs) fødsel i 1749, komponerede Gluck optrinet La Contesa dei Numi (Gudenes trætte), hvor de olympiske guder samledes ved Storebælt for at diskutere hvem, som i særlig grad skulle beskytte den nye prins.
En fortegnelse over de værker, der kom til opførelse her under Gluck’s ledelse:
- "Arsace", forfattet af forskellige komponister. Teksten var udarbejdet på grundlag af Corneille’s tragedie "Grev Essex".
- "Bajazeth", komponist og tekstdigter er ubekendte. Mingotti’s selskab havde tidligere opført denne opera i Hamborg.
- "La Glemenza di Tito", komponeret af Johann Adolf Hasse; teksten af Metastasio.
- et komisk intermezzo, "Don Tabrano" af Hasse.
- et andet komisk intermezzo, "Fra Grullo e Moschetta“, delvis komponeret af Domenico Paradies.
- en kantate, "Amor schernito”, komponeret af Scalabrini og opført på dronningens fødselsdag, den 18. december 1748; teksten var af Mingotti’s kasserer Francesco Darbes.

Den 29. januar 1749 fødtes Christian VII, og dagen efter overværede kongen på Charlottenborg opførelsen af operaen "Artaserse" komponeret af Scalabrini. De to egentlige festkompositioner til denne lejlighed var:
- en kantate, "Undertegn mellem Nirene, Hyrdinde og Alcimedante, Fisker", komponeret af Scalabrini over en tekst af Francesco Darbes og
- en serenade, "Tetide" eller "Gudernes Trætte", komponeret af Gluck. Tekstforfatteren nævnes ikke, men det menes, at digtet var en bearbejdelse af en italiensk tekst, som Metastasio i året 1729 havde forfattet i anledning af den franske Dauphin’s fødsel.[5]

En uges tid efter, at "Gudernes Trætte” var gået over brædderne på Charlottenborg, fremførte Gluck samme steds en ny opera:
- "Themistokles". Komponistens navn kendes ikke; teksten var af Metastasio.[6]

Om Gluck har plejet personlig omgang med nogen her, og da med hvem, ved man ikke.

### Kapelmester i Wien
I 1754 fik Gluck ansættelse som operakapelmester i Wien, og en tid lang ofrede han sig helt for denne virksomhed. Bortset fra bearbejdelse af og komposition af airs nouveaux eller hel ny musik til en række franske syngespil samt nogen balletmusik, skrev Gluck kun lidt i disse år, men i omgang med fremragende, kunstinteresserede mænd arbejdede han ivrig på sin udvikling, og reformatorideerne modnedes efterhånden hos ham således, at det værk, han nu fremtrådte med, "Orfeo ed Eurydice", der blev opført den 5. oktober 1762, betegner et væsentligt brud med den hidtidige italienske opera og hans egen musikalske fortid. Teksten til operaen skyldes librettisten Raniero de Calzabigi, en litterært dannet embedsmand, der var besjælet af samme fremskridtsideer som Gluck og måske endog har påvirket dennes kunstbetragtning. I "Orfeo ed Eurydice" fremstilles i dramatisk bevægede situationer og store, enkle træk stærke menneskelige følelser, og bestræbelsen for at komme bort fra den traditionelle stive og skematiske sirlighed i opera seria, fra indholdets flovhed og fladhed er øjensynlig. Glucks musik slutter sig nøje til disse bestræbelser. Uden nogen indrømmelse til sangerne og uden at gøre den ellers dominerende "arie" til sit værks midtpunkt lægger han vægten på at finde et sandt, naturligt og anskueligt udtryk for de menneskelige følelser og at give sin musik et simpelt og ædelt, men dog livfuldt dramatisk præg. "Orfeus" modtoges med bifald, men af den store mængde uden forståelse af de reformatoriske bestræbelser deri.
Disse trådte imidlertid efter nogle operaer til Metastasios tekster, komponerede i den traditionelle italienske stil, endnu mere klart frem i en følgende opera, "Alceste" fra 1767, der foruden sin egen store musikalske værdi har yderligere interesse ved den fortale, der ledsager partituret. I denne fortale gør Gluck rede for de principper, han har fulgt, og de ideer, der har ledet ham, og fortalen lader ingen tvivl om det fuldt ud bevidste i Glucks reformgerning: "Det var mit Forsæt grundig at fjerne alle de Misbrug, der ... var blevne indførte i den italienske Opera", skriver han. "Alceste" vakte da langt mere opsigt end "Orfeus" og blev genstand for en meget forskelligartet bedømmelse både hos publikum og kritikere. Gluck havde imidlertid nu taget sit parti og fortsatte i det spor, han havde afstukket for sig, i den følgende opera, "Paride ed Elena", der opførtes 1770. Hans interesse for det menneskelige giver sig her udslag i skildringen af modsætningen mellem fryger og spartaner, men tekstbogen havde en betænkelig lighed med den italienske operas, og det viste sig, at Glucks delvis ypperlige musik ikke kunne bringe dens flovhed og mangel på bevægelse i glemme. Trods det ringe held, denne opera havde, og kompositionen af endnu nogle "italienske" festoperaer glemte Gluck dog ikke reformgerningen, og på denne tid modnedes hos ham en måske ældre tanke: at søge til Paris for der at finde en gunstigere jordbund for sine værker. Med dette for øje komponerede han til tekst af den franske attaché du Roullet operaen "Iphigénie en Aulide", hvis tekst bearbejdedes efter Racine’s tragedie.

### I Paris
Efter at forskellige vanskeligheder var overvundne, navnlig ved kronprinsessen Marie Antoinettes (Glucks tidligere elev) bistand, drog Gluck i 1773 til Paris, hvor han straks tog fat på indstuderingen af "Iphigenia" og ved sin myndighed og tålmodighed nåede til at få operaen fremført i en tilfredsstillende skikkelse. I "Iphigenia" fortsætter Gluck sit reformatoriske arbejde og når navnlig i karakterskildringen højere end i nogen tidligere opera samtidig med, at han klogelig har taget hensyn til den franske smag (optog, danse, Achilles’ chevalereske skikkelse). Operaen vandt da også hurtig en høj grad af yndest hos pariserne. På den anden side fik Gluck snart talrige modstandere, dels folk, der frygtede, at han skulle bringe den nationale franske opera i glemme, dels de, der sværmede for den nylig fra Italien indførte lettere Opera buffa (comique). Da Glucks følgende operaer (bearbejdelser af tidligere værker, som "Orfeus" og "Alceste") ikke ret slog an, følte disse modstandere sig stærke nok til at åbne en kamp, den musikhistorisk berømte "Gluck-Piccinniske Strid". Piccinni blev indkaldt for at støtte det italienske parti med sine værker. De kendteste forfatteres navne i denne strid, der, ført med lidenskab gennem en årrække, viser parisernes levende interesse for teater- og kunstspørgsmaal i denne periode umiddelbart før den store revolution, er Arnaud, Suard, Marmontel, La Harpe og Grimm. Gluck og Piccinni selv tog i alt fald ikke direkte del i striden. Efter et besøg i Wien vendte Gluck atter tilbage til Paris og lod i 1777 sin endnu mere "franske" opera "Armide" til tekst af Quinault opføre uden dog at vinde nogen absolut sejr dermed, væsentlig fordi den storslåede skildring af Armida’s dæmoniske natur lå franskmændene fjernt. Imidlertid havde heller ikke Piccinni synderligt held med sine arbejder i tragisk stil, og Gluck tilkæmpede sig i hvert fald snart en ubestridt førsteplads med sin "Iphigénie en Tauride", hans ypperste værk, der blev opført den 18. maj 1779 og blev modtaget med en sådan begejstring, at selv modstanderne følte sig tvivlende eller endog opgav kampen.

### Tilbage til Wien
Med sin følgende — sidste — opera Echo et Narcisse havde Gluck derimod absolut uheld (til dels dog på grund af den ringe tekst), og dette synes at være gået ham så nær, at han uforberedt forlod Paris og vendte tilbage til Wien i 1780. Her levede Gluck højt anset og lykkelig, indtil et slagtilfælde lammede ham. Forskellige kompositionsplaner (blandt andet Klopstocks "Hermannsschlacht" og "Hypomnestra" til Paris-operaen) forblev urealiserede; derimod stammer fra denne tid Glucks kirkelige værk "De profundis" (ved siden af salmen "Domine noster"), hans eneste af denne art. Af instrumentalværker har Gluck kun skrevet ganske få symfonier.

## Gluck som operakomponist
Den omstændighed, at Gluck så godt som udelukkende var operakomponist (der kendes over 100 operaer af ham), har væsentlig betydning ved forståelsen og bedømmelsen af hans musik. I sine betydeligste, af reformidéerne inspirerede operaer åbenbarer han en mægtig fantasi, en storslået patos og lidenskab, en sjælden evne til at skabe dramatisk liv og til med enkle midler at frembringe store sceniske virkninger. I musikalsk dybde, i opfindsomhed og kompositionsteknik overgås Gluck derimod af mere end en af de berømte mestre, der var hans samtidige eller nærmeste efterfølgere. Når Gluck desuden, trods sin levende følelse for det "menneskelige", ikke helt undgår en vis ensformig "koturnestil", da skyldes dette dels stofvalget i forbindelse med indflydelsen fra den franske tragedie (til dels Glucks forbillede), dels navnlig Glucks bevidste opposition mod den italienske opera med dens lavere mål: kun at adsprede og kildre sanserne. Samtiden satte under Glucks billede ordene: "Han foretrak muserne for sirenerne", og på dette punkt må Glucks fremragende musikhistoriske betydning søges. Her arbejdede hans kloge, beregnende hoved sammen med hans kunstbegejstring og hans geni, og det lykkedes ham at skabe så ypperlige værker, at de slog den italienske forfaldsopera ned og gav musikdramaet nyt og kraftigt liv, væsentlig på grundlag af de samme ideer, af hvilke det oprindeligt var opstået.
I sit arbejde for at slå igennem i Frankrig, søgte Gluck Rousseaus støtte og venskab. Paris-versionen af Orfeus og Eurydike havde premiere først tolv år efter, at den havde skabt sensation i Wien, og Gluck var blevet mere afslappet i forhold til de rousseauske idealer om det naturlige, så han tillod nu en del ornamentering i arierne. Alligevel ramte stykket det franske publikum som noget helt nyt. Dels varede Glucks opera mindre end halvanden time, og var yderst enkel i stil og opsætning. Dertil kom den centrale scene, dvs. Orfeus' møde med furier og fjendtlige ånder i ankomsten til underverdenen, hvor han i løbet af et minut vinder dem over på sin side. Han akkompagnerer sig selv på harpe, mens han synger til skyggevæserne og til publikum, at han ved, hvordan de føler det, fordi hans smerte er som deres. Skyggerne trækker sig dermed tilbage, åbner portene til Hades og lader scenen ende "in un confuso mormorio" – i en forvirret mumlen. Publikum og de optrædende blev alle deltagere i stykket, for Orfeus sang til dem alle. 
Gluck forsøgte at reformere den italienske opera også med sit krav om, at musikken skulle underordnes teksten, og stod dermed i opposition til Mozart, som satte musikken højest. Under Mozarts besøg i Paris, havnede han midt i striden om dette mellem Gluck og Piccinni, hvor den fredsommelige Piccinni helt uforvarende blev gjort til fører for Glucks modstandere. 

### Gudernes trætte
Stykket begynder med, at Olympens guder sammenkaldes til et møde ved Storebælt, hvor de diskuterer, hvem der skal have æren af at beskytte og værne om den nyfødte kongesøn. Jupiter kommer til og skænder i et obligat recitativ over deres ufredelighed: "Hvad opflammer Eders Vrede", siger han, "i Dag skal intet forstyrre det fredelige Olympens Glæde, — thi i Dag er Christian født!" Mars og Asteria svarer, at netop denne Christian giver anledning til deres trætte og så videre. De andre guder giver også hver for sig Jupiter svar, hvad der giver komponisten lejlighed til at indflette en lang række løst sammenføjede arier. Dramatisk karakteristik lod sig ikke udvikle med denne tekst. I det brudstykke, musikforskeren Marx meddeler af Gluck’s komposition, hersker der derfor kun sangbar melodik; den store dramatiker fra senere dage giver sig ikke endnu til kende. Marx påstår alligevel i dette værk at have fundet andre momenter, der tyder på, at Gluck allerede nu var på vej til at opfinde kraftigere udtryksmidler. Hist og her tror han at se Händels påvirkning, og gør frem for alt opmærksom på det dygtige arbejde, der findes nedlagt i forspillet.

## Hæder
En mesterlig buste af Gluck i Paris-operaen skyldes Houdain. En pragtudgave af hans hovedoperaer udkom 1873—96 hos Breitkopf og Härtel under medvirkning af Camille Saint-Saëns, Tiersot med flere. Flere af hans operaer er blevet opførte i bearbejdelse af senere mestre, således først og fremmest "Ifigenia i Aulis" af Richard Wagner ("Ifigenia i Tauris" af Richard Strauss etc.).

## Værker
- Operaer
  - La Contesa dei numi (førsteopførelse: København 1749)
  - Le Cinesi (1754)
  - L'Ile du Merlin (1758)
  - L'Ivrogne corrigé ou Le Marriage du diable (1760)
  - Le Cadi dupé (1761)
  - Orfeo ed Euridice (1762)
  - La rencontre imprévue ou les pélerins du Mecque (1764)
  - Alceste (1767; heri arien "Divinités du Styx")
  - Paride ed Elena (1770)
  - Iphigénie en Aulide (1774)
  - Armide (1777)
  - Iphigenia på Tauris (1779)
  - Echo et Narcisse (1779)

- Balletter:
  - Don Juan
  - Semiramide

- Andre værker:
  - Klopstocksche Oden und Lieder (1786)